# つじまこと
つじ まこと（1976年11月27日 - ）とは、バラエティ番組を中心に活動する日本の放送作家である。

## 人物・来歴
石川県加賀市出身の放送作家。2010年につじまるみから、本名であるつじまことに改名。
もともとは雑誌のライター。知人を通じて、スカイパーフェクトTV・ワールドカップ日韓戦ニュース番組で作家デビュー。その後、ロコモーションの「TokYo,Boy」作家として入り、以降、番組やCM広告を担当。

## 担当番組

### 現在の担当番組
- ありえへん∞世界（テレビ東京）
- ナゼそこ?（テレビ東京）
- じっくり聞いタロウ〜スター近況（秘）報告〜（テレビ東京）
- どうぶつピース（テレビ東京）
- Asianぐる～ヴ（BS朝日）
- ESPRIT JAPON（BSフジ）
- 真夜中のおバカ騒ぎ!（MXTV）
- 生田衣梨奈のVSゴルフ（MXTV）

### スペシャル番組
- テレ東音楽祭（テレビ東京）

### 過去の担当番組
- 渡辺篤史の建もの探訪 ～家好き芸人集合スペシャル～（テレビ朝日）
- 無理矢理マツコ（テレビ東京）
- 池上彰VSニッポンの社長100人大集結SP（テレビ東京）
- モノマネでもいいから聴きたい！昭和・平成の名曲55（テレビ東京）
- スッキリ!!（日本テレビ）
- サンリオキャラクターズ・ポンポンジャンプ！（BSフジ）
- ドラマLOVE理論 （テレビ東京）
- シャッフルコント（テレビ東京）
- くだまき八兵衛（テレビ東京）
- 未知の世界を撮りたい 驚き(秘)映像ハンター!ドリームビジョン（日本テレビ）
- 新感覚ゲーム クエスタ（NHK）
- 鳥居みゆきのオオギリ・ショー（MXTV）
- たべコレ（テレビ東京）
- 世界の秘境で大発見！日本食堂（テレビ東京
- SPACESHOWER MUSICUPDATE（スペースシャワー）
- ふるさとチョイと行ってきました（MXTV）
- 洋楽倶楽部80's（NHK）
- 麻理子の部屋（テレビ東京
- 小島×狩野×エスパー3P I,II（MXTV）
- 高田スザンヌ（BEETV）
- 狩野英考の行くと死ぬかもしれない肝試し1～3（BEETV）
- 狩野英孝★熱血アイドルアカデミー アキパラ嬢
- ニッポンの秘境で発見!幸せモン探しGP（テレビ東京
- まだまだあった!全国B級グルメ30連発（てれび東京
- なんだ君は!?TV（TBS）
- 日本列島グッドジョブ大賞!
- 押切もえの幸せの言葉
- アイドル有機塾
- 所さんの楽しいゴルフ
- ウソ800
- レディス4
- 日韓ワールドカップニュース
- さりげな教習所
- 海外行くならこーでね〜と!
- TokYo,Boy
- AKB子兎道場
- 一茂&良純の自由すぎるTV（テレビ東京）
- 所さんの学校では教えてくれないそこんトコロ!（テレビ東京）

### CM・ウェブ動画
- TOYOTA プロフェッショナルボイズ ～新型カムリ～
- TOYOTA プロフェッショナルボイズ ～プリウスPHV～